# 利比里亚
利比里亞共和國（英語：Republic of Liberia），通稱賴比瑞亞（英語：Liberia），是位於西非海岸的国家，北接几内亚，西北接塞拉利昂，东邻象牙海岸，西南濒大西洋的總統制共和國家。该国大约有543.7萬人口，国土面积为43,000平方英里（11万1,369平方公里）。其法定官方语言为英语，但同时该国有超过20种本土语言，反映了该国的种族和文化多样性。该国的首都和最大的城市是蒙罗维亚。
賴比瑞亞始于19世纪初，在美國殖民協會支持下建國，该协会认为黑人在非洲会比在美国面临更好的自由和繁荣机会。从1822年到1861年美国内战爆发期间，有超过15000名在美国面临社会和法律双重压迫的自由和自由出生的黑人移居至利比里亞的地区，这些定居者带着他们在美国的文化和传统，逐渐形成了美国-利比里亚身份认同。利比里亚的宪法和国旗是仿照美国的，而其首都则是以美國殖民協會的支持者和美国总统詹姆斯·门罗的名字命名。利比里亚于1847年7月26日宣布独立，美国直到1862年2月5日才承认它。1848年1月3日，出生于美国弗吉尼亚州诺福克市富裕家庭的非裔美国人約瑟·詹金斯·羅拔斯帮助利比里亚获得了独立，并在利比里亚独立后当选为该国的第一任总统，利比里亞国名在英文有“自由”（liberty）和“解放”（liberated）的意思。20世紀初期，利比里亚與埃塞俄比亞為非洲仅有的两个非殖民地的獨立國家。
利比里亚是第一个宣布独立的非洲共和国，是非洲第一个也是最古老的现代共和国。它是在非洲争夺战中保持其主权的少数非洲国家之一。在第二次世界大战期间，利比里亚支持美国对德国的战争努力，并反过来得到了美国对基础设施的大量投资，这有助于该国的财富和发展。威廉·杜伯曼总统鼓励经济和政治变革，提高了国家的繁荣和国际形象。利比里亚还是国际联盟、联合国和非洲统一组织的创始成员。
美国利比里亚定居者与他们遇到的利比里亚原住民关系并不融洽，尤其是那些生活在更孤立的内陆地区的原住民。殖民地定居点遭到来自内陆酋长领地的克鲁族和格雷波族的袭击。美国利比里亚人推动宗教组织建立教堂和学校，以教育当地居民。早期，美籍利比里亚人在利比里亚形成了一个小的精英阶层，掌握着不成比例的政治权力；直到1904年利比里亚原住民仍在自己的土地上被排除在公民身份之外。
1980年，威廉·理查德·托尔伯特统治下的政治紧张局势导致军事政变，托尔伯特在政变中被杀，标志着美籍利比里亚人在该国的统治结束，利比里亚由此开始了二十多年的政治不稳定时期。在人民救国委员会的五年军事统治和利比里亚国家民主党的五年文职统治之后，发生了第一次和第二次利比里亚内战。这些战争导致25万人死亡（约占人口的8%）和更多的人流离失所，此外内战还造成利比里亚的经济萎缩了90%。2003年的和平协议签订后，利比里亚得以在2005年的举行了新的民主选举，埃伦·约翰逊·瑟利夫在选举中当选总统，作为非洲大陆的第一位女总统创造了历史。国家基础设施和基本社会服务受到冲突和2013-2016年爆发的埃博拉病毒的严重影响，截至2015年，该国仍有83%的人口生活在国际贫困线以下。

## 历史
1462年起，葡萄牙、荷兰、英国、法国殖民者相继进入，歐洲人將此地稱作「胡椒海岸」，在此贩奴。1821年美国殖民协会在沿岸建立黑人“移民区”。在1822年至19世纪60年代，主要定居者是获得自由的奴隶，并将美国一部分黑人移入，称“蒙罗维亚”，1824年改称利比里亚，后不断向内陆扩张，1838年合并各移民区，改称“利比里亚联邦”。利比里亚于1847年7月26日宣布独立，是非洲最早独立的現代主权国家。而阿比西尼亞帝國為非洲大陆殖民时代之前独立的国家。
1878年起，真輝格黨连续执掌政权102年，禁止一切反对政党活动，该党成为自近代政党制度建立以来连续执政时间最长的政党。1885年，利比里亚战败于英国，割让马诺河以北土地；1892年，又战败于法国，割让大部分马里兰移民区。之后又多次向英、法两国割让土地。1908年后，基本确定现有边界。
1944年至1971年，威廉·瓦坎納拉特·沙德拉奇·杜伯曼出任总统二十七年，逐步提高土著非洲人地位，提出民族一体化纲领，致力于消除美国黑人后裔和土著民族之间的隔阂。1971年杜伯曼逝世，威廉·理查德·托尔伯特继任总统。1979年，反对派发动暴动，遭武装镇压。
1980年4月，以克兰族人总统卫队的塞缪尔·卡尼翁·多伊军士长为首的17名士兵发动政变，推翻并处死了托尔伯特，结束了美洲裔利比里亚人对国家政权的长期垄断，成为第一个黑人国家元首。
1984年，多伊政权决定还政于民，重新召开议会，制定宪法。多伊辞去军职后于1985年当选总统。
1989年12月24日，利比里亚全国爱国阵线在科特迪瓦组织反政府武装，在查尔斯·泰勒的领导下攻入利比里亚，全面内战爆发。
1990年7月，爱国阵线攻入蒙罗维亚，旋即分裂为两派，利比里亚陷入混战。8月，西共体派遣维持和平部队进入蒙罗维亚，与泰勒派武装发生冲突。在国际社会斡旋下，各派在冈比亚首都班珠尔召开会议，成立“全国团结临时政府”。9月，多伊被俘，枪决后陈尸蒙罗维亚街头。11月，索耶就任全国团结临时政府总统，但遭到泰勒的反对。
1991年3月，利比里亚内战扩展到邻国塞拉利昂和几内亚。1993年7月，交战各方在贝宁城市科托努达成协议，成立五人国务委员会掌握国家最高权力。1994年5月，过渡政府组成。
1995年，由于各派均不满意权力分配方案，战火再起。8月，各派再次在尼日利亚首都阿布贾达成协议，以六人国务委员会取代五人国务委员会。9月，再次组成过渡政府。
1996年，泰勒试图逮捕敌对派系首脑，导致内战再起，8月，在国际社会的压力下，各派又一次达成协议，同意全部解除武装。
长达7年的内战共造成了15万人死亡，85万人成为难民，彻底摧毁了利比里亚经济。
1997年2月，各派全部解除武装并改组为政党。7月，举行大选，泰勒当选总统。泰勒使用强力控制了国家，实现了国内的和平，并着手开始重建经济。
然而，1999年，利比里亚北部又出现一支反政府武装，据信有着几内亚政府的支持，又一次发动了内战。到2003年，泰勒政府仅控制不到三分之一的全国领土，蒙罗维亚也陷入围攻。以尼日利亚为首的西非国家共同体再一次派出了维和部队。8月11日，泰勒宣布辞职，向副总统摩西·布拉移交权力，并流亡尼日利亚。虽然国际刑警组织以贪污和战争罪对泰勒发出了通缉令，尼日利亚仍拒绝交出泰勒。它宣称除非利比里亚合法政权提出引渡请求，尼日利亚不会放弃泰勒。
2003年10月1日，联合国维持和平部队接管了利比里亚，着手解除内战各方武装。时至今日，仍有5500名联合国军人驻扎在利比里亚。虽然骚动事件屡有发生，但是解除武装的工作仍在缓慢进行中。
2003年8月18日，布拉政府与各政党社团共同签署《阿克拉和平协定》，并于10月中旬组建全国过渡政府。查尔斯·久德·布赖恩特被推举为全国过渡政府主席，并于10月14日宣誓就职。
经过两年的过渡，2005年10月11日，在联合国的监督下再次举行了民主选举。在第一轮的投票中，乔治·维阿得票领先，但是未过半数，但在11月8日举行的第二轮角逐中，爱伦·约翰森·希尔丽夫获得了最终胜利。
2006年，政府成立了一个真相与和解委员会，以调查内战的原因和战争罪行。2011年，爱伦·约翰森·希尔丽夫总统宣布将7月26日定为国家独立日。
2011年10月，和平活动家莱伊曼·古博韦因其领导的妇女和平运动在2003年结束了第二次利比里亚内战而获得了诺贝尔和平奖。
2011年11月，爱伦·约翰森·希尔丽夫再次当选总统，连任六年任期。
2013年，埃博拉病毒在西非蔓延，翌年3月傳入利比里亚，截至2016年，共有10,675人确诊，4,809人不治。首都蒙罗维亚有至少7人死亡。
2017年利比里亚大选之后，前职业足球前锋、被誉为有史以来最伟大的非洲球员之一的乔治·维阿于2018年1月22日宣誓就任总统，成为非洲第四年轻的在任总统。这次就职典礼标志着利比里亚74年来第一次完全的民主过渡。维阿将打击腐败、改革经济、打击文盲和改善生活条件作为其总统任期的主要目标。
2023年总统选举中反对党领袖约瑟夫·博阿凯在激烈的竞争中击败了前总统维阿。2024年1月22日，约瑟夫·博阿凯宣誓就任利比里亚新总统。

## 行政区域
利比里亚被划分为15个县，而这些县又被细分为总共90个区，并进一步细分为部族。其中历史最悠久的两个县是大巴萨县和蒙特塞拉多县，都是在1839年利比里亚独立前建立的。巴波卢是最新的一个县，创建于2001年。寧巴縣的面积最大，为11,551平方公里（4,460平方英里），而蒙特塞拉多县最小，为737.069平方英里（1,909.00平方公里）。蒙特塞拉多县是该国人口最多的县，截至2008年的人口普查，共有114万4806名居民。
15个县均由总统任命的监督员负责管理。宪法要求在县和地方一级选举各种酋长，但由于战争和财政限制，这些选举自1985年以来一直没有举行。
与国家行政区划平行的是地方和市级行政区划。利比里亚目前没有任何宪法框架或统一法规来处理地方政府的建立或撤销问题。
| 编号 | 县名         | 首府       | 人口 （2008年人口普查） | 面积 （公里2） | 下辖地区 | 创建年份 |
| ---- | ------------ | ---------- | ----------------------- | -------------- | -------- | -------- |
| 1    | 伯米县       | 杜伯曼堡   | 82,036                  | 1,940平方公里  | 4        | 1984     |
| 2    | 邦县         | 邦加       | 328,919                 | 8,770平方公里  | 12       | 1964     |
| 3    | 巴波卢县     | 博波盧     | 83,758                  | 9,700平方公里  | 6        | 2001     |
| 4    | 大巴萨县     | 布坎南     | 224,839                 | 7,940平方公里  | 8        | 1839     |
| 5    | 大角山县     | 羅伯茨港   | 129,055                 | 5,160平方公里  | 5        | 1844     |
| 6    | 大各德县     | 绥德鲁     | 126,146                 | 10,480平方公里 | 3        | 1964     |
| 7    | 大克鲁县     | 巴克利維爾 | 57,106                  | 3,890平方公里  | 18       | 1984     |
| 8    | 洛法县       | 沃因賈馬   | 270,114                 | 9,980平方公里  | 6        | 1964     |
| 9    | 马及比县     | 卡卡塔     | 199,689                 | 2,600平方公里  | 4        | 1985     |
| 10   | 马里兰县     | 哈珀       | 136,404                 | 2,290平方公里  | 2        | 1857     |
| 11   | 蒙特塞拉多县 | 本森維爾   | 1,144,806               | 1,909平方公里  | 4        | 1839     |
| 12   | 寧巴縣       | 薩尼科萊   | 468,088                 | 11,551平方公里 | 6        | 1964     |
| 13   | 里弗塞斯县   | 里弗塞斯   | 65,862                  | 5,594平方公里  | 6        | 1985     |
| 14   | 吉河县       | 菲什敦     | 67,318                  | 5,113平方公里  | 6        | 2000     |
| 15   | 习诺县       | 格林維爾   | 104,932                 | 10,137平方公里 | 17       | 1843     |

## 政府和政治
利比里亚政府参照美国政府，根据《宪法》规定，是一个统一的立宪共和国和代议制民主国家。政府有三个平等的政府部门：行政部门（由总统领导）、立法部门（由利比里亚两院立法机构组成）、司法部门（由最高法院和几个初级法院组成）。
总统担任政府首脑、国家元首和利比里亚武装部队的总司令。总统的其他职责包括签署或否决立法议案，给予赦免，以及任命内阁成员、法官和其他公职人员。总统与副总统一起，通过两轮投票制，以多数票当选，任期六年，最多可连任两届。
立法机构由参议院和众议院组成。众议院由一名议长领导，有73名议员，根据全国人口普查数据在15个县中进行分配，每个县至少有两名议员。每位众议员代表一个县内的一个选区，由全国选举委员会划定，并由其所在选区的多数民众投票选出，任期为六年。参议院由每个县的两名参议员组成，总共有30名参议员。参议员任期9年，由民众投票的多数选举产生。副总统担任参议院议长，他们缺席时由临时议长担任。
利比里亚的最高司法机构是最高法院，由五名成员组成，由利比里亚首席法官领导。成员由总统提名进入法院，并由参议院确认，任期至70岁。司法机构又分为巡回法院和专业法院、治安法院和治安官。司法系统是基于英美法的普通法和习惯法的混合体。该国农村地区仍然存在非正式的传统法庭系统，尽管官方已经宣布神明审判为非法，但神明审判仍然很普遍。
从1877年到1980年，政府由的真辉格党主导。今天，利比里亚全国有20多个政党注册，主要是围绕个人和种族群体。但大多数政党的组织能力很差。2005年的选举标志着总统的政党首次没有获得立法机构的多数席位。

### 军事
利比里亚武装部队是利比里亚的武装力量。该部队成立于1908年，名为利比里亚边防军，于1956年改名。在历史上，利比里亚武装部队都得到了美国的大量物资和训练援助。在1941-1989年的大部分时间里，训练主要由美国顾问提供，第二次世界大战的战斗经验也在训练中发挥了作用。2003年9月联合国安理会第1509号决议通过后，联合国利比里亚特派团抵达，与来自加纳、尼日利亚、巴基斯坦和中国的维和部队一起为停火做裁判，以期协助利比里亚全国过渡政府组建新的利比里亚军队。

### 外交关系

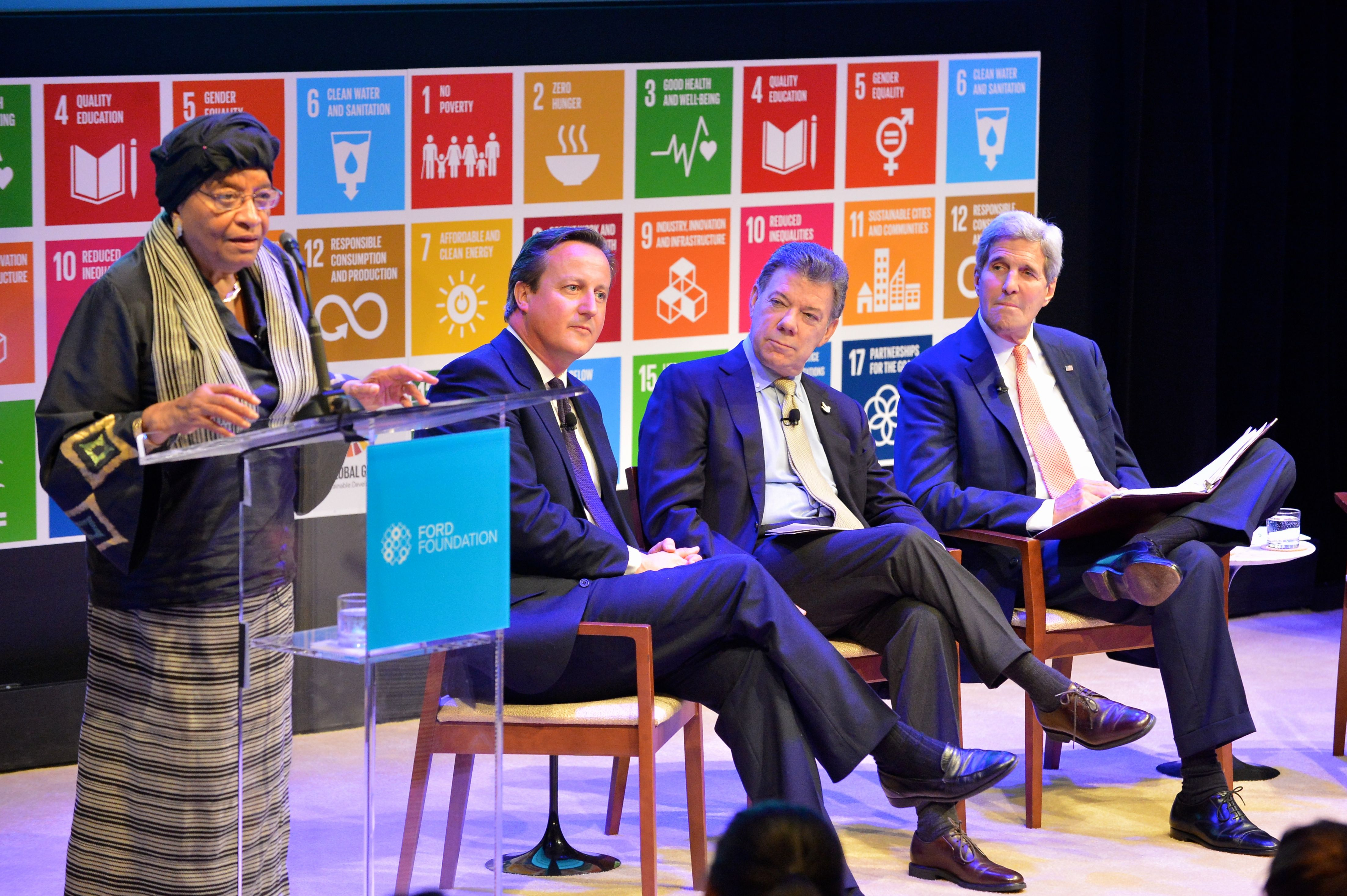
2015年9月，瑟利夫总统与美国国务卿约翰·克里、哥伦比亚总统胡安·曼努埃尔·桑托斯和英国首相大卫·卡梅伦在一起

賴比瑞亞曾是美國在非洲的殖民地，因此该国传统上亦与美国维持着紧密的外交联系，美国也是该国最大的外援来源国。在经历了第一次和第二次利比里亚内战的动荡之后，利比里亚在21世纪的内部稳定带来了与邻国和大部分西方世界的友好关系的恢复。与其他非洲国家一样，中国承担并参与战后重建的大部分的工作。
过去，利比里亚的两个邻国几内亚和塞拉利昂都指责利比里亚支持他们国家的叛乱分子。

### 执法和犯罪
利比里亚国家警察是该国的国家警察部队。截至2007年10月，它在蒙特塞拉多县（包括蒙罗维亚）的33个警察局中拥有844名警官。国家警察培训学院位于佩恩斯维尔市。警察中的腐败历史削弱了公众的信任和行动效率。内部安全的特点是普遍无法无天，再加上内战后期的前战斗人员有可能重新建立民兵组织，挑战民政当局。
在利比里亚的冲突后时代，强奸和性侵经常发生。利比里亚是世界上对妇女性暴力发生率最高的国家之一。强奸是最经常报告的罪行，占性暴力案件的三分之一以上。少女是最经常被攻击的，几乎40%的肇事者是受害者认识的成年男子。
在利比里亚，男性和女性的同性恋都是非法的。2012年7月20日，利比里亚参议院全票通过立法，禁止同性婚姻并将其定为犯罪。

## 地理

賴比瑞亞地圖

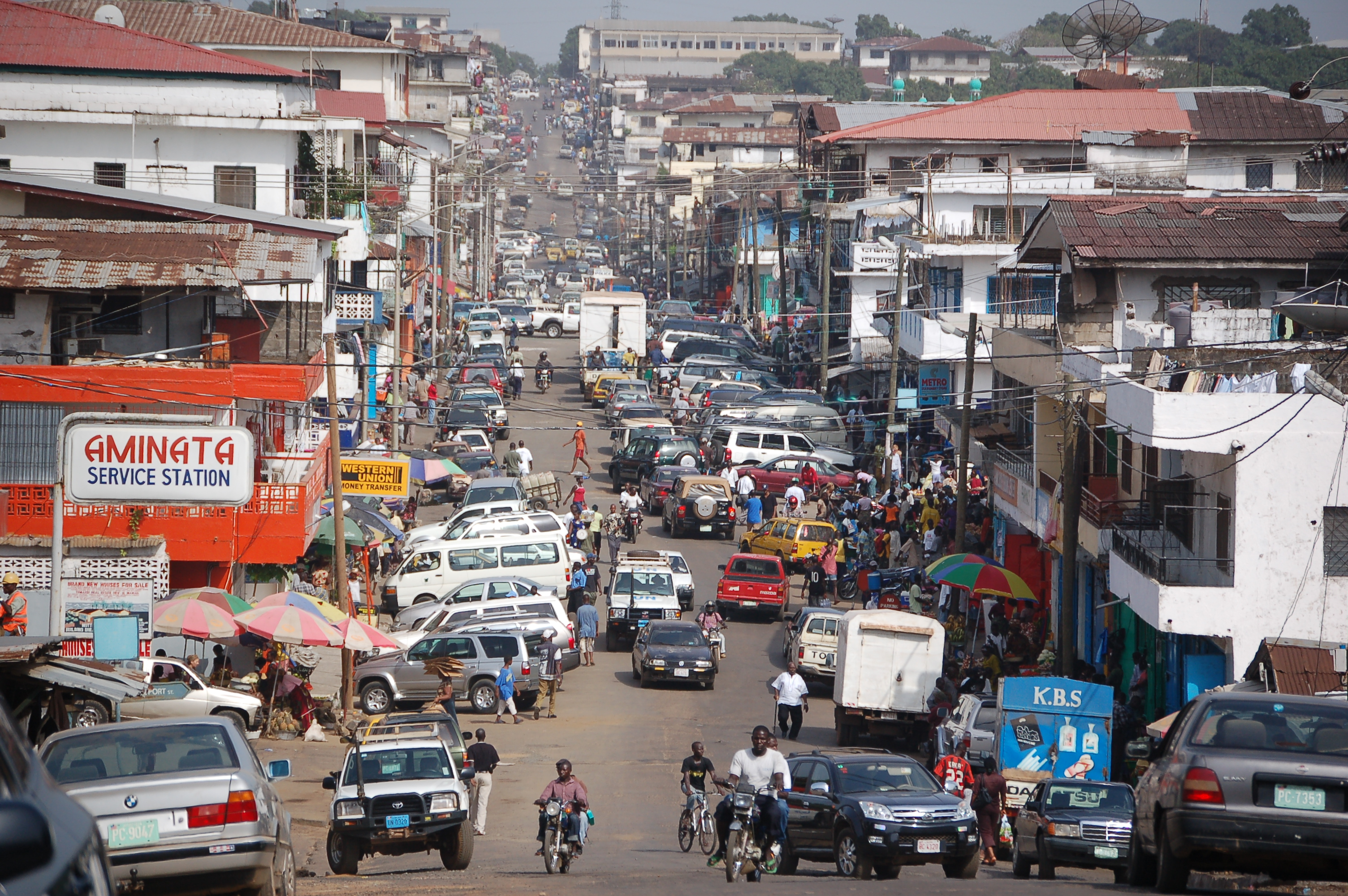
首都蒙羅維亞

利比里亚海岸线长537公里。属热带季风气候，年平均气温约25℃。
賴比瑞亞的位置在非洲的西部，近赤道之北，西南臨大西洋，和南美洲的巴西隔大西洋相距約2575公里。西北和獅子山毗連，北接幾內亞，東和象牙海岸交界；全國總面積111369平方公里。

### 地理區
賴比瑞亞可分為沿海、高原和高地等三個地理區域。

#### 沿海區
西南沿海地區全部是低地平原，長久以來由海水潮汐所沖積，漁產豐盛，種類繁多，除三處海岬外其它海岸線完整。第一個海岬是山岬，高度約304公尺；第二個是麥索拉多岬，高度約91.5公尺；第三個是马里兰县的巴爾瑪斯岬，約高出海平面30.5公尺。

#### 高原區
在沿海地區後方是高原地區的草原地，平均高度約915.5公尺。西北部是曼丁哥高原，一直延到邊境地帶。

#### 高地區
高地區位於賴比瑞亞北部沿幾內亞和象牙海岸的地區，低矮的山脈起伏不定，海拔最高處達1524公尺。

### 水系

#### 河流
賴比瑞亞境內的主要河流有曼薩河、羅法河、聖保羅河、聖約翰河和加瓦拉河等；其中曼薩河是賴比瑞亞和獅子山的界河，加瓦拉河是賴比瑞亞和象牙海岸的界河。國內較小的河流還有莫羅河、都克維河、強克河、法明敦河、三昆河和新奧河等河，沒有一條河流有三十二公里以上的距離可供航行，所有河流全都注入大西洋。

#### 湖泊
國內最大的湖泊是在大岬山县的漁人湖，或是叫做畢索湖；另有一個大湖是马里兰县的牧人湖。

### 島嶼
國內最著名的島是蒙特薩蘭多郡的上帝島和布席洛島，以及位置在中央省的杜比利島和在馬里蘭郡內的死島。

### 氣候
賴比瑞亞地近赤道；雖然也屬熱帶氣候，但郤沒有熱帶通常有的炎熱和瘴濕及不適於健康的氣候。最熱的月份是二月和三月，氣溫可達32.2度（華氏90度）。最冷的月份是八月和九月，白天的氣溫可降到18.3度（華氏65度）。
沿海地區由於海上微風的調節，氣溫宜人；內地有時夜晚冷到山巔降霜的程度。事實上濕季期中常有風和日麗的日子，乾季期中也有霖雨普降，所以很難加以區分。但歷年都以十一月到翌年四月為乾季，五月到十月是濕季。七月底或八月初必有連續兩星期的晴天，稱為「乾季中期」。境內並沒有洪水、地震和風災。

## 经济

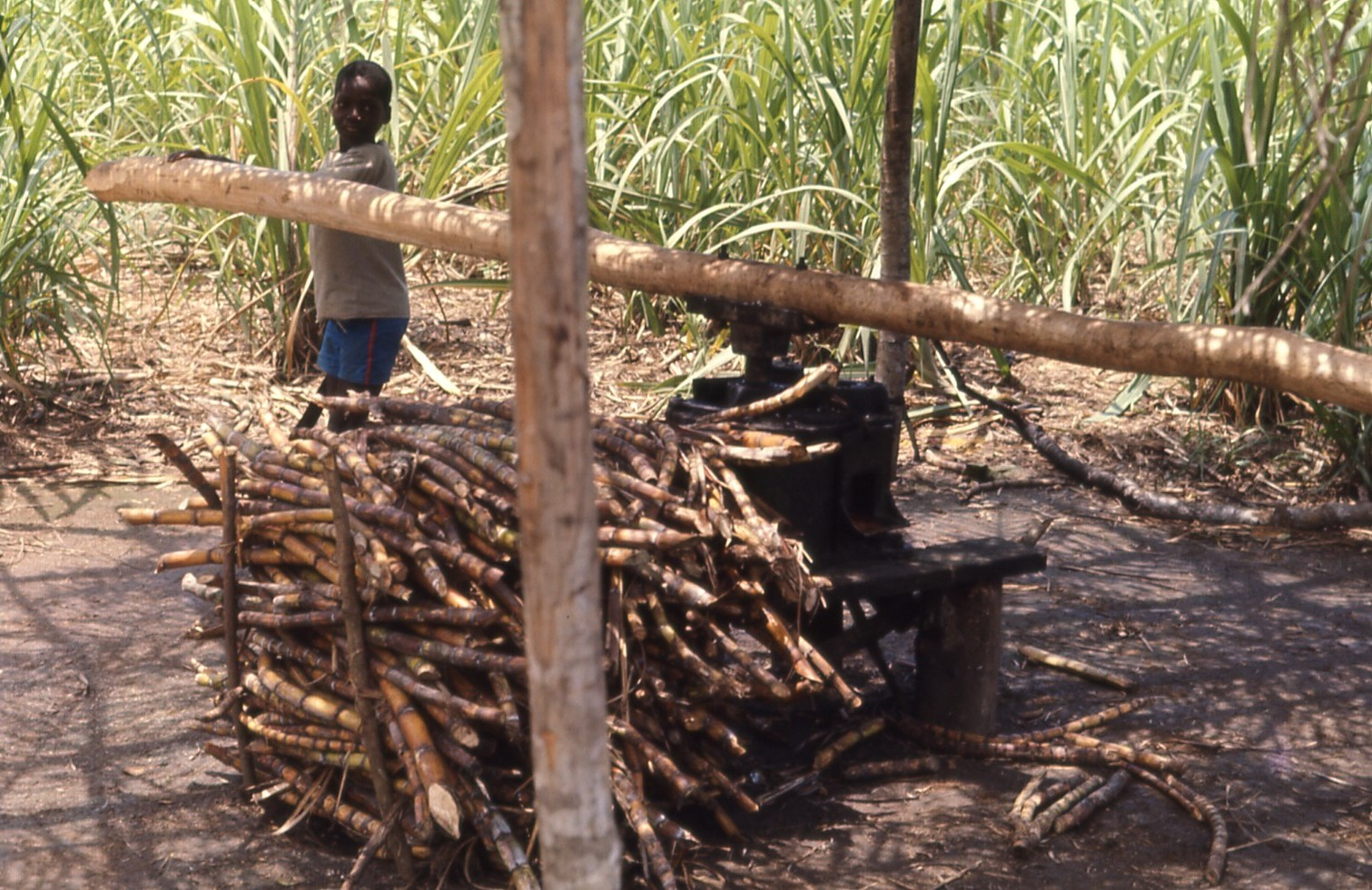
榨甘蔗的男孩

按比例代表利比里亚的出口。与航运有关的数据反映了利比里亚作为国际方便旗的地位--有3500艘船只在利比里亚的旗帜下注册，占全世界船只的11%。.

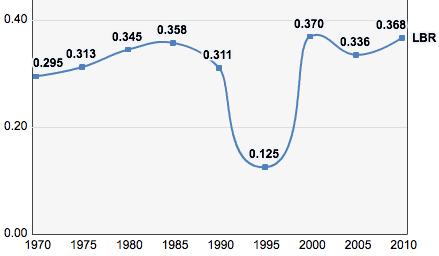
1970-2010年间利比里亚的人类发展指数的变化趋势

利比里亚是一個農業國，是聯合國公佈的世界最不發達國家之一。農業人口佔總人口的70％，全國可耕地380萬公頃，目前已開發的不足15％，糧食不能自給。该国人均GDP在1980年达到顶峰，为496美元，当时与埃及的人均GDP相当（在当时）。2011年，该国的名义GDP为11.54亿美元，而人均名义GDP为297美元，是世界上第三低的国家。历史上，利比里亚的经济严重依赖外国援助、外国直接投资和自然资源的出口，如铁矿石、橡胶和木材。天然橡膠。木材和鐵礦砂的生產為其國民經濟的主要支柱，均供出口，是賴比瑞亞外匯收入的主要來源。工業不發達，僅有少數企業生產日用消費品。1989年底至1996年8月內戰期間，經濟陷於癱瘓。
2000年，賴比瑞亞開始執行國際貨幣基金組織的監督計劃，主要包括改善金融狀況，實行貿易自由化，公務員制度改革和國有企業改革等。同年，議會通過了礦業法，對礦產勘探和開採實行許可證制度。2001年5月，賴比瑞亞政府制訂了2001-2010年行動綱領，主要目標為實現經濟多樣化，提高收益，擴大經濟自由化程度等。2003年10月，全國過渡政府上台後，努力恢復經濟，穩定物價，同時分階段整頓市場秩序，完善稅收體制，積極醞釀修訂“投資法”，推出新的優惠政策，力爭利用資源優勢吸引外資。
賴比瑞亞2003年的失業率為85%。

### 经济史
在1979年的增长高峰之后，由于1980年政变后的经济管理不善，利比里亚的经济开始稳步下降。1989年爆发的内战加速了这种衰退；1989年至1995年期间，国内生产总值估计减少了90%，这是现代历史上最快的衰退之一。2003年战争结束后，GDP增长开始加速，在2007年达到9.4%。全球金融危机使2009年的国内生产总值增长放缓至4.6%，不过，在橡胶和木材出口的带动下，农业部门的增长在2010年提高到5.1%，2011年预计为7.3%，使该国经济成为世界上增长最快的20个国家之一。

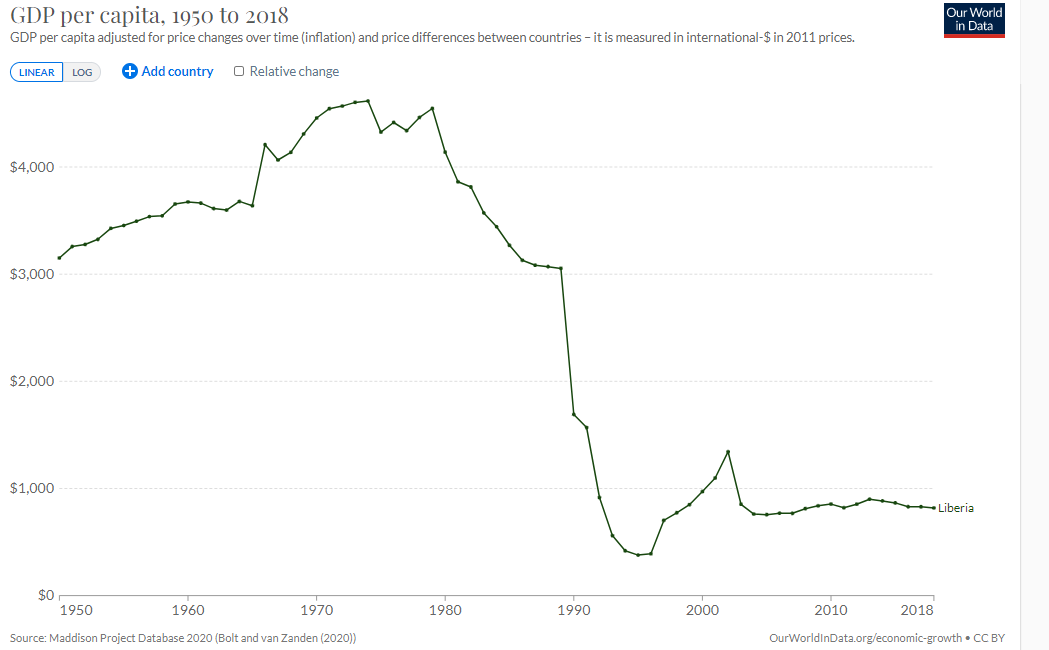
1950年以来实际人均GDP的发展趋执

目前阻碍经济增长的因素包括国内市场小，缺乏足够的基础设施，运输成本高，与邻国的贸易联系差，以及经济的高度美元化。利比里亚从1943年到1982年一直使用美元作为其货币，并继续利比里亚元和美元一起使用。
2003年后通货膨胀率开始下降，2008年由于世界性的粮食和能源危机，通货膨胀率激增，达到17.5%，然后在2009年下降到7.4%。2006年，利比里亚的外债估计约为45亿美元，占国内生产总值的800%。由于2007年至2010年的双边、多边和商业债务减免，该国的外债到2011年下降到2.229亿美元。

### 農業
賴比瑞亞境內3.43%的土地適於耕種。特別適合木本作物。可耕地中又以沿海岸線564公里內的土地最佳。主要農產品為米、橡膠、樹薯、咖啡、甘蔗、香蕉、可可、棕櫚油、棕櫚仁、玉蜀黍、稻米、落花生、鳳梨、檸檬、柑橘和蔬菜等。橡膠是國內最主要農作物。在稻作方面，一般內陸人民的耕種方式還以游耕為主，他們是用火燒掉一片叢林，耕作一、兩季，當地力失去肥效後，又遷到另一個地方去耕種。因買不起也買不到化學肥料，收成期間又無法根絕蟲害和鳥害，因此單位收穫量極為有限。
森林面積約30336平方公里，森林覆蓋率約31.5%。木材種類繁多，約有235種，木材質地包括最輕最軟的軟木到最厚最硬的硬木，木材紋理花色的種類也十分複雜。在所有各種木材中，有二十一種可供製作傢俱，有二十一種可作一般木器、盒子和包裝板，有二十種可作高大牢固的建築材料 ，十六種可作工具把手，二十種可作木漿造紙；境內國有森林是以保持持續生產的方式經營。現在公路網的擴充使比較大的木材產區便於開採，對賴比瑞亞政府在內地心臟地區進一步開發森林資源的計劃有很大的裨益。加上門羅維亞自由港的設置，使木材的外銷更呈樂觀。

### 畜牧業
在畜牧業方面，以養豬和養雞為主。因此國內新鮮的豬肉、雞肉和雞蛋等供應無缺，並且部份可以外銷。由於境內熱帶森林茂盛，因此野生動物也很多，鹿、兔、山豬、鳥類、鱷魚、蟒蛇、猩猩和猴子等，也都成為人們肉食的來源。山豬皮、蟒蛇皮、鱷魚皮和鹿角等，也被簡單加工後出售。

### 漁業
漁業很是發達，魚是賴比瑞亞國內人民最便宜最普遍的蛋白質含量豐富的食物。近海魚獲豐富，所以對市場的需要能保持適量的供應。淡水漁業也在積極推廣中，魚塘已廣及全國。

### 礦業
賴比瑞亞礦藏計有鐵、金、鉛、銅、鈮化鐵、鎢、錳、鑽石、石墨、磁鐵、金鋼砂和雲母等。但是多未開發，只有鐵、金和鑽石等已經開採。這裡鐵砂品質優良。

### 工業
國內只有小規模的工業，主要工業有採礦、發電、橡膠、化學、木材、鋼鐵、煉油、紡織、成衣、水泥、麵粉、火柴、製磚、肥皂、製紙、家具、食品加工、皮革、五金、電器、汽車修護、造船、文具和日用消費品等工廠。

## 國際貿易

### 出口貿易
在出口貿易方面，賴比瑞亞2006年輸出總值約為11.97億美元，主要輸出品有橡膠、鐵礦砂、咖啡、木材、鑽石、椰油、椰仁、椰子纖維、肉類和手工藝品等，貨物主要出口至印度、美國、波蘭、德國及比利時。

### 進口貿易
賴比瑞亞2006年輸入總值約為71.43億美元，主要輸入品有石油、機器、運輸設備和零件、通信器材、醫療器材、藥品、工業品、化學品、糧食、紡織品、五金工具、玻璃製品、電子。電器、玩具、組合家具、菸酒和飲料等。貨品主要由南韓、新加坡、台灣、日本、中國大陸進口。

## 人口
根据2022年的美国中情局估计，利比里亚的人口为5,358,483人，其中30%生活在首都蒙罗维亚。
全国人口分为外来移民以及本地土著，其中本地土著占比95%。主要民族有克佩爾、巴萨、丹族、克鲁、格雷博、马诺、洛马、戈拉、曼丁哥、贝尔以及19世纪自美洲移居来的黑人后裔等。克佩尔为全国最大族群，占全国人口20%。来自美国以及西印度群岛的美裔利比里亚人，以及来自刚果与加勒比地区的刚果人，各占总人口比例2.5%。后两者从19世纪起就一直控制着利比里亚的政治。
英语为利比里亚的官方语言以及通用语。利比里亚全国有31种本土语言，但是以其作为母语者均占人口比例十分细小。利比里亚英语（一种英语克里奥尔语）亦十分流行。
根据2008年的全国调查，利比里亚85.5%人口信仰基督教，另外12.2%为穆斯林。本地原始信仰仅占0.5%，另外有1.5%登记为无宗教信仰。
利比里亚宪法规定公民拥有信仰自由，而政府亦比较尊重公民此项权利。虽然宪法中规定利比里亚为政教分离国家，但是实际上利比里亚被认为是基督教国家。公立学校通常提供圣经课程，并且法律规定禁止周日或者基督教节日期间的商业活动。

## 教育

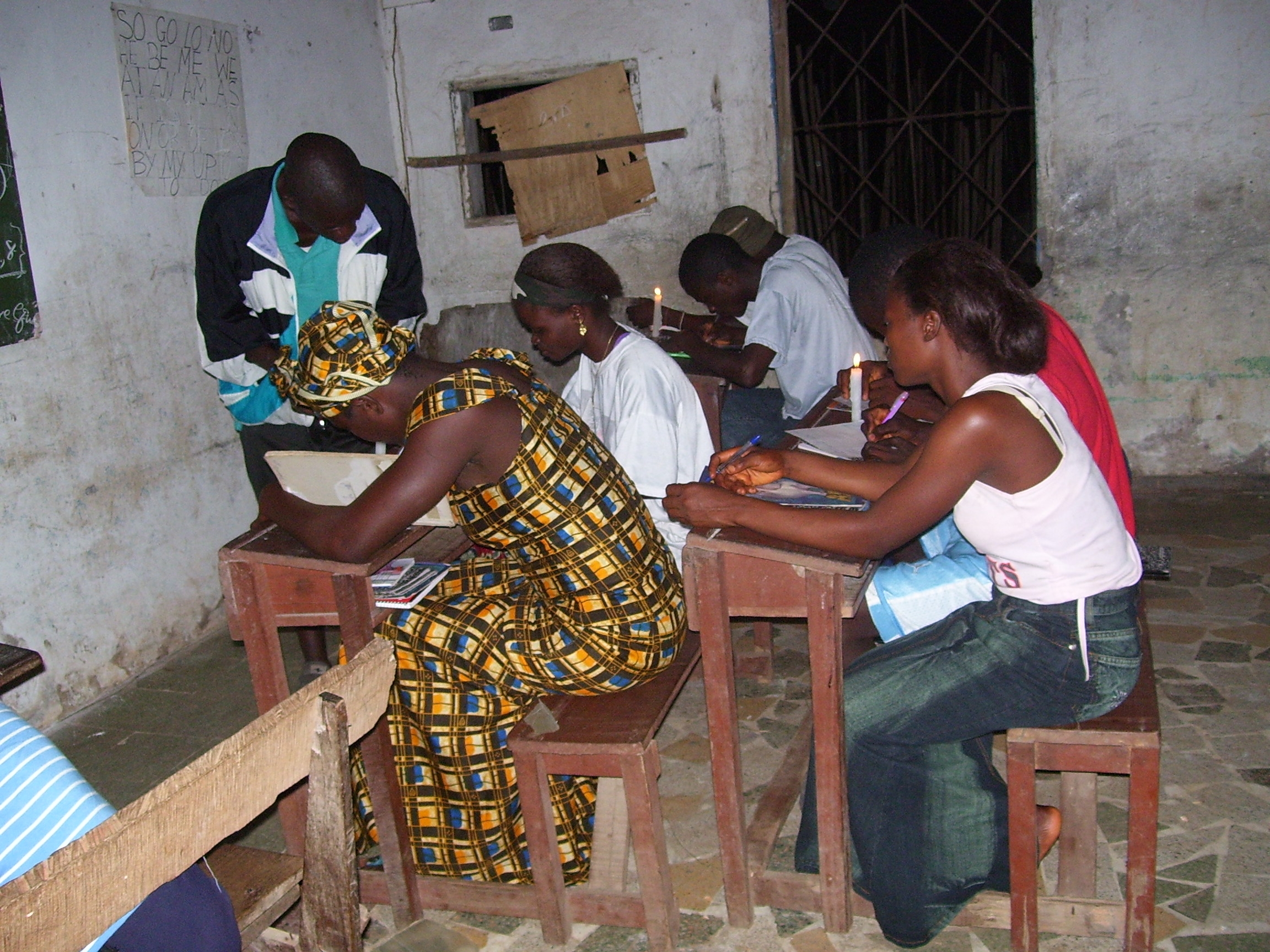
邦縣的學生們

2010年利比里亞的文盲率為60.8%（男性64.8%，女性56.8%），某些地區的小學和初中是免費義務教育，但也有的地方需要繳納學費才能上小學和中學。平均每個兒童在利比里亞接受教育的時間為10年（男性11年，女性8年）。該國的教學設施和師資力量都不夠充分。
利比里亞的高等教育機構既有公立的也有私立的。公立的利比里亞大學是該國最大最古老的大學，位於蒙羅維亞。，于 1862 年成立。如今它有六所学院，包括一所医学院和全国唯一的法学院路易斯·阿瑟·格林斯法学院。2009年，哈珀的塔布曼大學成為該國第二所公立大學。克丁頓大學由美國圣公會成立於1889年，是該國最古老的私立大學。自2006年起，政府又在布坎南、薩尼科萊、沃因賈馬等地開辦了社區學院。
由于2018年10月底的学生抗议，新当选总统乔治·M·维阿取消了利比里亚公立大学本科生的学费。

### 私立大学
- 卡廷顿大学于1889年由美国圣公会在邦县 Suakoko 建立，作为其在土著人民中的传教教育工作的一部分。 它是美国最古老的私立大学。
- Stella Maris Polytechnic，一所私立高等教育机构。 学校成立于 1988 年，由蒙罗维亚罗马天主教大主教管区拥有和经营。 学校位于国会山，约有 2,000 名学生[75]。
- 西非基督复临安息日会大学，位于马吉比县罗伯茨国际机场[76]。
- 联合卫理公会大学是一所位于西非利比里亚的私立基督教大学，当地人俗称它为UMU。 截至 2016 年，它拥有大约 9,118 名学生。 该机构成立于1998年[77]。

## 交通運輸
首都有幹線公路連接全國各大行政區。東郊的羅伯茨國際機場是非洲最大的機場之一。利比里亞的海運業享譽世界，首都有20多條國際海運定期航線與外界相通，蒙羅維亞港系西非地區最大的現代化港口之一，港區水域面積300公頃，年吞吐量1000餘萬噸。

### 鐵路
全國只有2條鐵路，總長490公里，其中145公里為窄軌鐵路。均由各採礦公司經營，用於鐵礦砂運輸，內戰期間遭到嚴重破壞，現已停運。

### 公路
賴比瑞亞公路总长10600公里，其中全天候公路2036公里，柏油路739公里。内战期间受损较严重。

### 水运
賴比瑞亞在全球海運業有極為特殊的地位，其實賴比瑞亞本身並沒有多少船隻，但是由於賴比瑞亞低廉的船舶登記費用，造就賴比瑞亞成為世界上有名的權宜籍船舶登記國家，並由位於美國的「Liberian International Ship & Corporate Registry」（簡稱LISCR）代表賴比瑞亞共和國政府海事部核發船舶國籍登記證書等相關事宜。2008年有2204艘船舶懸掛賴比瑞亞國旗，其中大多數是美國和希臘公司的船舶，藉以減輕稅務上的負擔。至於賴比瑞亞本國船舶多係小型，數量也很少，自1961年起，才開始有定期的客輪和法國的馬賽以及剛果的黑角港交通。國內計有蒙羅維亞自由港、格維爾港、哈柏港、布肯南港和羅伯茲港等，年货运量为20万吨。

### 空运
2009年国内共有33个机场，其中大型机场2个，首都和各州府间均有直达班机。位于首都的罗伯茨国际机场曾是非洲最大机场之一，1990年毁于内战，1997年12月重新开放。目前有布鲁塞尔航空公司、加纳航空公司等在利经营业务。